# Krásná Ves
Krásná Ves är en ort i Tjeckien.   Den ligger i regionen Mellersta Böhmen, i den centrala delen av landet, 50 km nordost om huvudstaden Prag. Krásná Ves ligger 294 meter över havet och antalet invånare är 207.
Terrängen runt Krásná Ves är platt.Runt Krásná Ves är det ganska tätbefolkat, med 65 invånare per kvadratkilometer. Närmaste större samhälle är Mladá Boleslav, 8,0 km öster om Krásná Ves. Trakten runt Krásná Ves består till största delen av jordbruksmark.